# Отруєння іронією
Отруєння іронією (англ. irony poisoning) — це процес нормалізації екстремістських поглядів шляхом використання гумору, зокрема в Інтернеті.

## Визначення та використання
Цей термін частіше вживають у англомовному середовищі, зокрема молоді люди, і вперше він з’явився в The New York Times у 2018 році. Отруєння іронією використовується людьми, які прагнуть просувати фашизм, перевагу білої раси та насильство.

## Примітні приклади
The New York Times використала цей термін, щоб описати ланцюг подій, які призвели до того, що німець Дірк Денкгаус намагався підпалити будинок, у якому приймали біженців, після того, як він обмінювався расистськими мемами та нацистськими привітаннями в Інтернеті.
У 2022 році Канадська мережа боротьби з ненавистю звинуватила Diagolon у використанні отруєння іронією, задля зниження чутливості до риторики ненависті за допомогою онлайн-жартів і мемів.

## Зовнішні посилання
- Отруєння іронією - Urban Dictionary